# Солоновка (Поспелихинский район)
Солоновка — упразднённый посёлок в Поспелихинском районе Алтайского края. На момент упразднения входил в состав 12 лет Октября сельсовета. Исключен из учётных данных в 1981 году.

## География
Располагался на правом берегу реки Кизиха (приток Алея), приблизительно в 6,5 километрах (по прямой) к западу от поселка 12 лет Октября.

## История
Возник как одно из производственных отделений совхоза «12 лет Октября».
Решением АКИК от 28.05.1981 года № 194 посёлок исключен из учётных данных.